# Jeffrey Hoogervorst
Jeffrey Hoogervorst (Ámsterdam, Países Bajos, 23 de octubre de 1984) es un exfutbolista neerlandés que jugaba como defensa.

## Trayectoria
Formado en las categorías inferiores del Ajax de Ámsterdam, fichó por el Real Sporting de Gijón tras pasar por un periodo de prueba en el mes de mayo de 2002; al llegar al equipo gijonés fue cedido al Club Marino de Luanco por una temporada. En las siguientes campañas con el Sporting debutó en Segunda División. En la temporada 2006-07 se fue al Real Madrid Castilla C. F. y, en enero de 2007, pasó a las filas del F. C. Barcelona "B". En marzo de 2008 abandonó el club azulgrana debido a una lesión de pubis que lo mantuvo varios meses alejado de los terrenos de juego. En la temporada 2009-10 se incorporó de nuevo al Marino de Luanco y, en la siguiente campaña, militó en el Zamora C. F. A comienzos de la temporada 2011-12 firmó un contrato con el Real Avilés C. F. por dos años.

## Clubes
| Club                       | País   | Año       |
| -------------------------- | ------ | --------- |
| Club Marino de Luanco      | España | 2002-2003 |
| Real Sporting de Gijón     | España | 2003-2006 |
| Real Madrid Castilla C. F. | España | 2006-2007 |
| F. C. Barcelona "B"        | España | 2007-2008 |
| Club Marino de Luanco      | España | 2009-2010 |
| Zamora C. F.               | España | 2010-2011 |
| Real Avilés C. F.          | España | 2011-2013 |
| G. C. E. Villaralbo C. F.  | España | 2013-2014 |